# جايلز ساذرلاند ريتش
جايلز ساذرلاند ريتش (بالإنجليزية: Giles Rich) (و. 1904 – 1999 م)هو قاضي من الولايات المتحدة الأمريكية .

## التعليم
تعلم في كلية هارفارد، وجامعة هارفارد.